# Jean-Isaac Balguerie
Jean-Isaac Balguerie, né le 27 mai 1771 à Bordeaux et mort à Bordeaux le 15 décembre 1855, est un négociant et homme politique français, député libéral de la Gironde de 1827 à 1831.

## Biographie

### Famille de négociants et de colons
Jean-Isaac est le fils de Jean-Baptiste Pierre Balguerie de Blanchon (1731-1806). Issu de la branche agenaise des Balguerie de Ramond, celui-ci est négociant et pratique le commerce colonial. Il hérite d'un grand domaine agricole à Galapian près d'Aiguillon en Agenais, dans lequel il se retire en 1793, ruiné par la Révolution et la révolte des esclaves à Saint-Domingue.
Sa mère Marie-Margueritte Corrégeolles (1746-1833) est une créole blanche de la colonie de Saint-Domingue, fille de Jean-Isaac Corrégeolles, négociant bordelais et propriétaire d'une "habitation" à Saint-Domingue,, qui transmet à son gendre, le père de Jean-Isaac, une plantation de canne à sucre. Jean-Baptiste Pierre et Marie-Marguerite régularisent leur mariage de la Religion Prétendue Réformée le 9 mai 1789, conformément à l'édit de Tolérance de Versailles de 1787, et déclarent leurs quatre enfants.
Il a pour frères cadets le banquier et armateur Pierre Balguerie-Stuttenberg (1778-1825) et Jacques dit Belisle (1773-1850). Les frères laissent à leur sœur Marie Clémentine (1774-1855) l'exploitation agricole familiale du domaine de Blanchou pour se tourner exclusivement vers le négoce et la création de sociétés par actions et à capitaux anonymes.
Il est le cousin éloigné (au sixième degré) du député Jean-Étienne Balguerie.
Il épouse en 1799 sa cousine Jeanne Balguerie, fille de Pierre Balguerie et Catherine Baour, descendante d'une autre grande famille de négociants bordelais et de la branche des Balguerie de Marsac. Ils ont trois fils : Jean-Pierre Adolphe (1800-1876), Pierre-Jules (1802-1848), Pierre-Marie Raoul (1806-1883). Jean-Pierre Adolphe fait un beau mariage en 1829 en épousant Laure (1808-1876), fille de Jean-Jacques Bosc, aussi grand négociant bordelais et député. Pierre-Jules épouse quant à lui Jenny d'Egmont (1812-1895) en 1831.

### Affaires
Il est négociant de profession. En 1806, il fonde la société Balguerie-Dandiran qui siège dans un premier temps chez lui à Bordeaux au 19 rue Leyteire puis, à partir de 1815, au 45 rue du Parlement-Sainte-Catherine dans le vieux quartier Saint-Pierre. Il dirige la société jusqu'en 1820 puis entre dans la société fondée par son frère Pierre avec le baron Sarget, riche armateur à qui il succède : la société Balguerie, Sarget & Compagnie prend alors le nom de maison Balguerie & Compagnie. 
Il est président du tribunal de commerce de Bordeaux de 1820 à 1822, et actionnaire de la banque de Bordeaux fondée par son frère. Il est membre de la Chambre de commerce de Bordeaux en 1811, 1815, 1825, 1832 et 1834, qu'il préside de 1836 à 1837. 
A la mort de son frère Pierre Balguerie-Stuttenberg en 1825, la maison Balguerie & Compagnie est dirigée au 1er janvier 1826 par Jean-Isaac, son fils Jean-Pierre Adolphe, le riche négociant allemand des Chartrons Vincent Pöhls (1755-1840) et deux autres négociants. Une filiale de la société, au Havre, est dirigée par Pierre-Jules, second fils de Jean-Isaac. 
En 1826, Jean-Isaac, son frère Jacques, sa sœur Marie, et les trois héritières de son défunt frère Pierre, toucheront les indemnités versées par Haïti aux anciens propriétaires d'esclaves, pour la plantation familiale située à Saint-Domingue. 

### Carrière politique
Dès 1815, il est maire de Tresses, où il possède le domaine de Palot.
Il laisse la direction de ses affaires à Jean-Pierre Adolphe, son fils aîné, pour se présenter aux élections législatives de 1827. Il est élu député de la Gironde le 17 novembre 1827 du côté libéral car "le protectionnisme avait nui aux exportations bordelaises". En mars 1830, il vote l'Adresse des 221 blâmant Charles X et le prince Jules de Polignac, alors président du Conseil des ministres. Après la dissolution de la Chambre, il est réélu le 23 juin 1830 contre Auguste Journu par les électeurs de La Réole. A la révolution de Juillet, il prête serment au roi Louis-Philippe Ier mais n'est pas réélu aux élections législatives de juillet 1831.
En 1833, il est élu au Conseil général qu'il quitte en 1841. 
Il est fait chevalier de la Légion d'honneur en 1831.

### Protestantisme

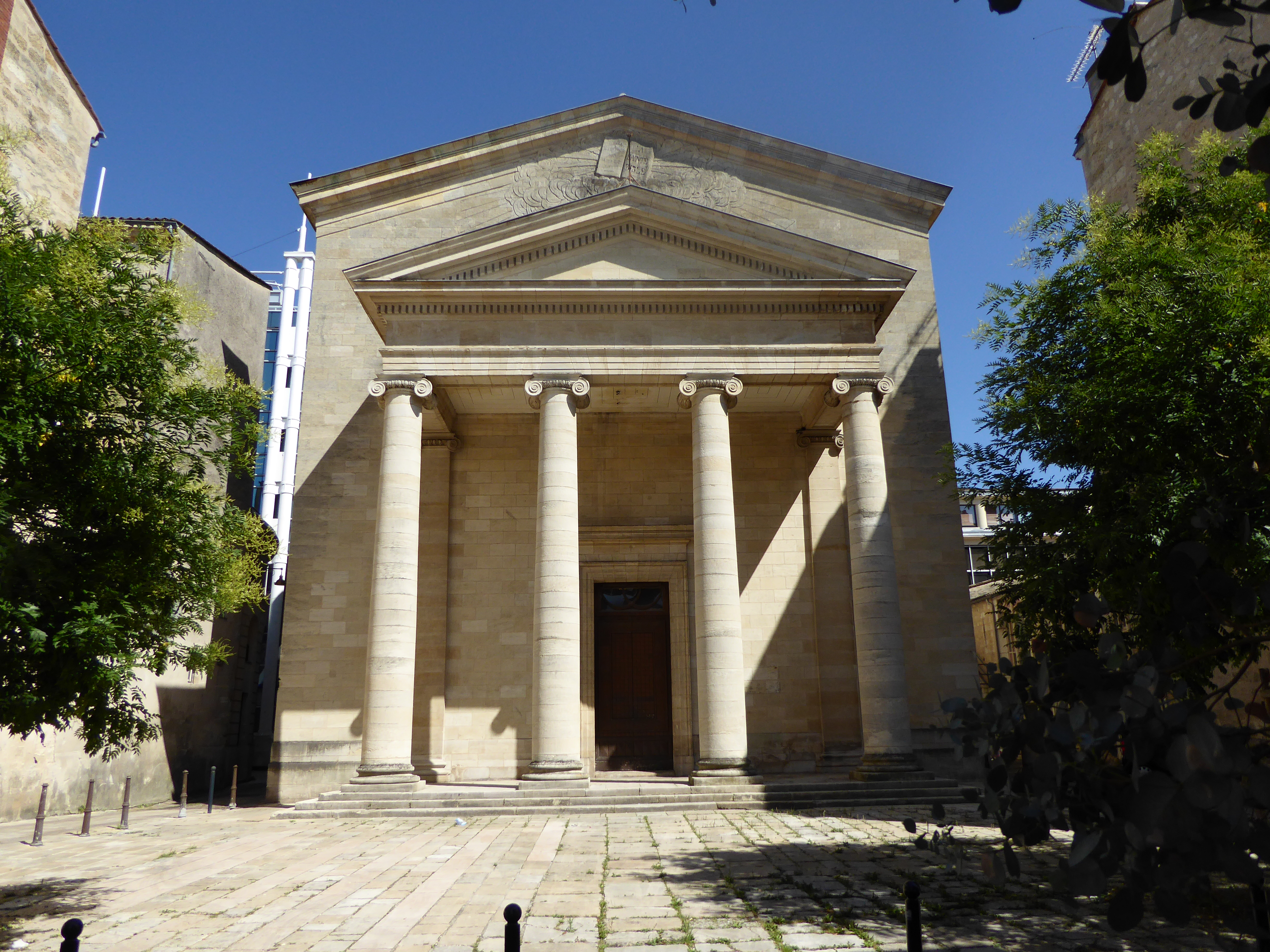
Le temple des Chartrons, construit en 1835.

Jean Isaac est membre éminent du consistoire protestant de Bordeaux. En 1826, il achète un terrain qu'il cède l'année suivante au Consistoire pour y installer le cimetière protestant de Bordeaux.
Il participe à la commission des travaux du nouveau temple dit des Chartrons construit en 1835, et aux associations cultuelles.

### Héritage
Il meurt le 13 novembre ou le 15 décembre 1855. Il laisse 169 609 francs en biens mobiliers, une maison au 3 place Saint-Rémy d'une valeur de 35 000 francs, un hôtel particulier au 26 cours du Chapeau-Rouge (devenu le n°17 à la suite du changement de numérotation des immeubles de la ville de Bordeaux en 1843), le domaine de Palot à Tresses et des biens dans le Lot-et-Garonne, le tout valant 193 000 francs.
Il est inhumé au cimetière protestant de Bordeaux.

## Fonds Balguerie
Le fonds Balguerie (cote 193S), déposé aux archives municipales de Bordeaux en 2002, retrace l'histoire de la famille Balguerie de 1568 à 2001. Cette famille, implantée à Bordeaux à partir du XVIIIe siècle, se démarque par ses activités agricoles, commerciales et d'armateur.